# شهرستان ناصریه
شهرستان ناصریه (به عربی: قضاء الناصریة) یک شهرستان در عراق است که در استان ذی‌قار واقع شده‌است.